# Azioni navali all'assedio di Očakov (1788)
Col termine di Azioni navali all'assedio di Očakov si indicano una serie di piccole azioni navali avvenute lungo la costa dell'attuale Ucraina nel corso della Guerra russo-turca (1787-1792) tra le navi della flottiglia russa e di quella turca che supportavano le loro rispettive armate di terra nella lotta per il controllo di Očakov, una posizione strategica nell'area. Le azioni principali ebbero luogo il 17, il 18, il 28 ed il 29 giugno ed il 9 luglio 1788. Il 9 luglio inoltre, il grosso delle navi turche abbandonarono il sito per combattere, il 14 luglio successivo, a Sebastopoli, a più di 100 miglia a sud.

## Le forze in campo
I russi disponevano di una flottiglia di ridotte dimensioni, comandata inizialmente da Panagioti Pavlovič Aleksiano ma poi condotta effettivamente da John Paul Jones a partire dal 6 giugno, e da una flottiglia di cannoniere comandata dal principe Carlo di Nassau-Siegen. Entrambi questi uomini erano stati creati contrammiragli e formalmente militavano sotto il comando del principe Potëmkin. Le armate russe a terra erano invece comandate dal generale Suvorov.
I turchi avevano invece una flotta più vasta ma mista al suo interno, comandata dall'ammiraglio Hassan el Ghazi, parte della quale servì perlopiù da supporto nello scontro, mentre buon parte rimase estranea agli scontri. È difficile determinare accuratamente queste forze dal momento che gran parte delle sue navi erano probabilmente dei mercantili armati e non proprio delle navi da guerra, con dimensioni e portata di cannoni estremamente variabile. I differenti resoconti danno differenti numeri a tal proposito, ma secondo il resoconto inviato da Istanbul l'8 aprile di quell'anno, la flotta era composta da 12 navi da guerra, 13 fregate, 2 bombardiere, 2 galee, 2 cannoniere e 6 navi incendiarie. Vi erano anche degli sciabecchi (vascelli con 30 cannoni o più), ma vennero conteggiati come fregate.

## Navi coinvolte

### Russia
Vladimir 48 (ridotti da 66 a causa dell'acqua bassa)

Aleksandr Nevskii 40 (ridotti da 50 a causa dell'acqua bassa)

Skoryi 40

Cherson 32

Sv. Nikolai 26

Malyi Aleksandr 34 - affondata 28 giugno

Boristen 24

Taganrog 34

Ptchela 24

Bogomater Turlenu

Sv. Anna

Grigorii Potemkin

Melent

Bityug (bombardiera)

Flottiglia (Nassau-Siegen):

?

### Turchi ottomani (Hassan el Ghazi)
12 navi da guerra, alcune piccole

13 fregate o xebecs

2 bombardiere

2 galee

10 cannoniere

6 navi incendiarie

## Cronologia
Il 19 marzo 1788, la flotta russa salpò dal proprio ancoraggio presso Cherson verso Capo Stanislav.
Il 21 aprile, il principe di Nassau-Siegen raggiunse Cherson con la sua flottiglia ed il 24 aprile si spostò a Liman.
Il 27 maggio, la flotta russa di Sebastopoli agli ordini del conte Voinovitch tentò di lasciare il porto ma venne costretta a tornare immediatamente indietro per via delle avverse condizioni meteorologiche.
Il 30 maggio Jones giunse, ma dovette soffermarsi a conferire con Suvorov sulla possibilità di costruire una nuova batteria d'artiglieria a Kinburn (sulla costa di fronte a Ochakov) prima di fare ritorno sul posto il 6 giugno.
Nel frattempo, il 31 maggio la flotta turca giunse sul posto. La flottiglia russa aveva atteso troppo per ritirarsi e addirittura uno dei suoi vascelli era colato a picco.
Dopo un'azione minore il 17 giugno, il 18 alle 7:30, 5 galee turche e 36 navi più piccole attaccarono le linee russe che si trovavano perpendicolari alla costa. I russi disponevano solo di 6 galee e altre navi per opporsi. Alle 10:00 circa l'ammiraglio turco el Ghazi giunse con altri 12 vascelli, ma il principe di Nassau-Siegen e Jones erano avanzati ed alle 10:30 i turchi si ritirarono dopo aver perso 2 o 3 vascelli. Alle 11:00 il fuoco venne cessato e dalle 12:00 la flottiglia russa si era ricongiunta con altre navi.
Il 27 giugno alle 12:00, la flotta turca iniziò ad attaccare quella russa. Venti avversi non consentirono ai russi di attaccare sino alle 2:00 di notte del 28 giugno quando questi si spostarono a N-NE, ma i turchi nel frattempo avevano fatto nuovi movimenti. Alle 4:00 tutte le navi russe erano avanzate ed alle 5:15 erano già pronte per l'azione. I turchi si scagliarono contro le navi del principe di Nassau-Siegen che inviò la sua flottiglia a contrattaccarle. Questo lasciò il fianco destro della flotta sguarnito e la Malyi Aleksandr venne colpita in pieno dalle bombardiere turche ed affondò. Ad ogni modo, le navi da guerra turche finirono anch'esse bruciate. Alle 21.30, i turchi si ritirarono sotto la copertura dei cannoni della fortezza di Ochakov; el Ghazi decise di ritirare completamente le sue navi, ma la nuova batteria di Kinburn lo costrinse a spostarsi più a nord e la mattina successiva gran parte delle sue navi erano ormai distrutte.
I turchi persero 2 navi da guerra e 885 prigionieri il 28 giugno, mentre il 29 persero 8 navi da guerra, 2 fregate, 2 xebec, 1 nave bombardiera ed 1 trasporto oltre a 788 prigionieri. Le perdite russe ammontavano a 18 morti e 67 feriti.
Il 1 luglio la flotta turca riapparve presso Pirezin Adası, ad ovest di Ochakov, tentando di riprendere parte delle proprie navi, ma decise di non oltrepassare nuovamente le batterie d'artiglieria locali ed il 9 luglio si diresse verso Sebastopoli dove combatté la Battaglia di Fidonisi il 14 luglio successivo.
Il 9 luglio anche l'esercito russo iniziò ad assaltare Ochakov e la flottiglia russa attaccò i vascelli turchi in loco. Le forze coinvolte erano le seguenti: Russi, 7 galee, 7 doppi sloop, 7 bombardiere, 7 navi ponte e 22 cannoniere; turchi 2 xebec, 5 galee, 1 kirlangitch (molto simile alla galea), 1 brigantino da 16 cannoni, 1 nave bombardiera e 2 cannoniere. Alle 3:15 si aprì il fuoco. 2 cannoniere turche e 1 galea vennero catturate dai russi ed il resto finì incendiato negli scontri. Il fuoco cessò alle 9:30 coi russi che avevano perso 24 uomini e rimanevano con 80 feriti.